# Frente da Libertação da Síria
A Frente da Libertação da Síria (FLS) (em árabe: جبهة تحرير سوريا‎, Jabhat Tahrir Suriya) é um grupo rebelde armado formado após a fusão de dois dos principais grupos ligados à Oposição Síria: Ahrar al-Sham e Nour al-Din al-Zenki, dois grupos de tendência islamista e salafita. A sua declaração de fundação apelou a outros grupos rebeldes para se juntarem e afirmou que a FLS foi uma iniciativa do Conselho Islâmico Sírio.
Muitos analistas referem que a FLS é um movimento alinhado com a Turquia que procurou expandir a sua influência na região de Idlib e expulsar Tahrir al-Sham da zona.